# Конде сир Итон
Конде сир Итон (фр. Condé-sur-Iton) насеље је и општина у северној Француској у региону Горња Нормандија, у департману Ер која припада префектури Евре.
По подацима из 2011. године у општини је живело 900 становника, а густина насељености је износила 45,97 становника/km². Општина се простире на површини од 19,58 km². Налази се на средњој надморској висини од 168 метара (максималној 185 m, а минималној 147 m).

## Демографија
| 1962. | 1968. | 1975. | 1982. | 1990. | 1999. | 2011. |
| ----- | ----- | ----- | ----- | ----- | ----- | ----- |
| 499   | 501   | 536   | 628   | 636   | 755   | 900   |

График промене броја становника у току последњих година